# Occidentarius
Occidentarius is een geslacht van straalvinnige vissen uit de familie van de christusvissen (Ariidae).

## Soort
- Occidentarius platypogon (Günther, 1864)